# Homonyik Sándor
Homonyik Sándor (Nagyecsed, 1953. december 30. –) EMeRTon-díjas magyar énekes, gitáros.

## Életrajza
Homonyik Sándor a beat-generáció fiatalabb nemzedékéből való. Zenei általános iskolába járt, ahol hegedülni tanult. 12-13 éves lehetett, amikor a rádióban meghallott a Beatles együttestől egy dalt. John Lennon énekelte a Rock and roll music című számot, majd később egy másikat, a Long Tall Sallyt, amit Paul McCartney énekelt. Teljesen elvarázsolta, és attól kezdve már nem is érdekelte más, csak az a zene, amit elektromos hangszereken játszottak, és amely olyan nagy hatással volt az emberekre. Később a gimnáziumban a jó tanulók közé tartozott, de a zenén kívül igazából csak az irodalom és az idegen nyelvek érdekelték. Hasonszőrű srácokkal csinált egy zenekart, és a hétvégi iskolai bulikon ők játszottak. Érettségi után nem sokkal bevonult katonának.
A katonaság után igazi változást az hozott az életébe, amikor meghívták a debreceni Golf együttesbe. A Magyar Televízió Pulzus címmel tehetségkutató versenyt rendezett, amelyen előkelő helyezést ért el a zenekarral. A Pulzus-gálát Budapesten a Városligetben, egy cirkuszi sátorban rendezték meg. Ezt a sátrat nézte meg a Generál két szerzője, Miklós Tibor és Várkonyi Mátyás, akik meghívták a csapatot az azon a nyáron bemutatandó zenés darabjukba, a Sztárcsinálók című rockoperába. 1985–86-ban az East együttes énekese volt, és ott énekelte fel az 1986 című lemezt.
1987-ben egy gitárvásárlás kapcsán találkozott Menyhárt Jánossal, aki a V’Moto-Rock együttes gitárosa volt. 1988-ban született az Álmodj királylány című dal, Menyhárt János zenéjével és Miklós Tibor dalszövegével. Homonyik Sándor Vikidál Gyulával együtt dolgozott egy zenés darabban, aki megkérdezte tőle, hogy énekelne-e vele duettet. A kettősből nagylemez, abból pedig az 1989-es év legnagyobb lemezsikere lett. Miklós Tibor remek szövegeket írt Menyhárt zenéihez (Ébredj nemzetem, Szeretet és gyűlölet, Nyissatok ajtót!, Isten, hogyha létezel, Otthon várnak rád). Az Álmodj királylányt az év dalának, Homonyik Sándort pedig az év férfi énekesének választották. A dalt Molnár Csilla a tragikus sorsú magyar szépségkirálynő emlékére szerezte. Menyhárttal és Vikidállal még két albumot készítettek közösen, az utolsót 1995-ben. Közben szólólemezei is sikeresnek bizonyultak, és olyan slágerek születtek, mint a Légy hű örökre, Mosolyod börtönében, Kóborló szív, Sose búcsúzz el, vagy a Sírj, amelyekre Miklós Tibor mellett Demjén Ferenc is írt pár dalszöveget.

## Színpadi szerepei
- Andrew Lloyd Webber–Tim Rice: Evita (Che Guevara)
- Andrew Lloyd Webber–Tim Rice: Jézus Krisztus szupersztár (Júdás)
- Várkonyi Mátyás–Miklós Tibor: Sztárcsinálók (Kiprios-Jézus)
- Szörényi Levente–Bródy János: Veled, Uram (István király)

## Diszkográfia

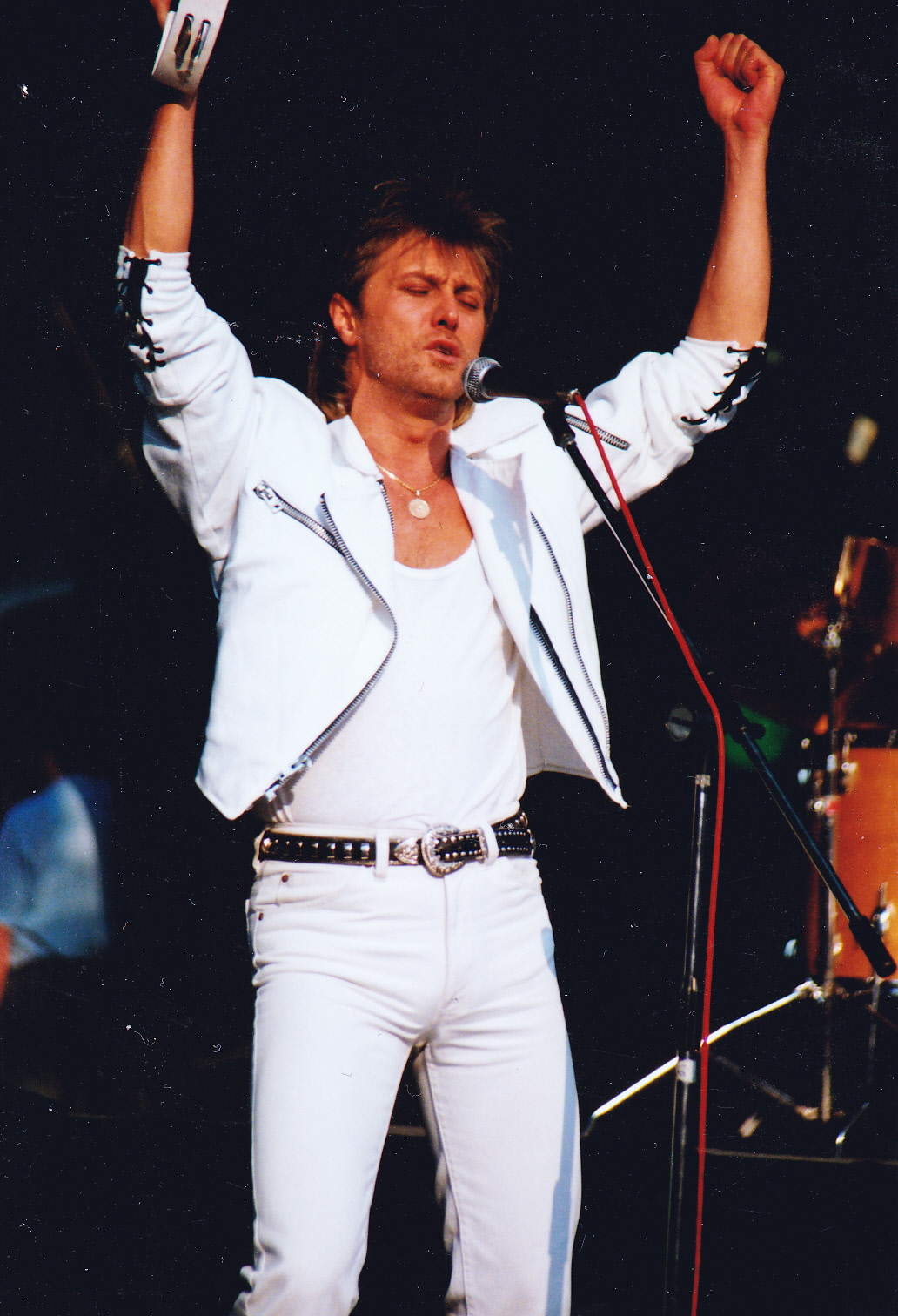
Homonyik Sándor koncerten

### East
- 1986 – 1986

### MHV
- 1989 – Ébresztő
- 1991 – In The U.S.A.
- 1995 – Bölcsőtől a sírig

### Szólólemezek
- 1990 – Légy hű örökre
- 1992 – Kóborló szív
- 1994 – Életem a zene
- 1999 – Sose búcsúzz el
- 2001 – Árnyak közt a fény

## Elismerések, díjak
- Pop-Meccs (év énekese 1989)
- EMeRTon-díj (1990)
- A vitézi rend tagja (2011)

## Jelentősebb zenésztársai

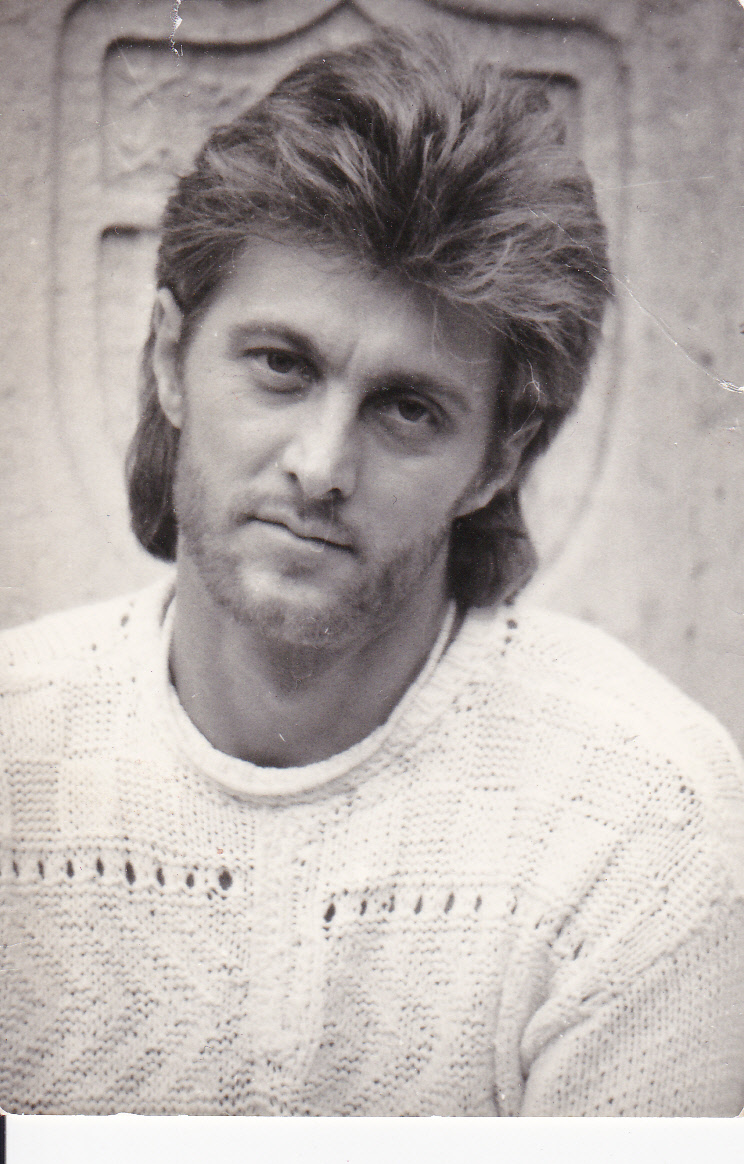
Homonyik Sándor

- Audrey Valerie Acsay (Homonyik Sándor és zenekara)
- Barta Zsófia
- Berczelly Csaba (Homonyik Sándor és zenekara)
- Béke Csaba (debreceni Golf együttes)
- Demjén Ferenc (énekes, szövegíró)
- Gombos Géza (debreceni Golf együttes)
- Horváth Ádám (Homonyik Sándor és zenekara)
- Jankai Béla (Homonyik Sándor és zenekara)
- Jenei Szilveszter (Homonyik Sándor és zenekara)
- Kis Kristóf (Homonyik Sándor és zenekara)
- Kocsis Béla (debreceni Golf együttes)
- Kovács Zoltán (debreceni Golf együttes)
- Margit József (Homonyik Sándor és zenekara)
- Menyhárt János (Menyhárt–Homonyik–Vikidál)
- Miklós Tibor (dalszövegíró)
- Nógrádi Máté (Homonyik Sándor és zenekara)
- Papp Tamás (Menyhárt–Homonyik–Vikidál)
- Pálmai Zoltán (Homonyik Sándor és zenekara)
- Szabó Attila (Homonyik Sándor és zenekara)
- Szinyéri Tünde (Homonyik Sándor és zenekara)
- Szűcs Norbert (Homonyik Sándor és zenekara)
- Siklós György (Menyhárt–Homonyik–Vikidál)
- Tiba Sándor (Homonyik Sándor és zenekara)
- Vámos Zsolt (Homonyik Sándor és zenekara)
- Várkonyi Mátyás (Rock Színház)
- Vikidál Gyula (Menyhárt–Homonyik–Vikidál)
- Závodi Gábor (Menyhárt–Homonyik–Vikidál)
- Zsoldos Tamás (Menyhárt–Homonyik–Vikidál)